# روبرت آنجل
روبرت آنجل الثالث (بالإنجليزية: Robert F. Engle III) ولد في 10 نوفمبر 1942 في منطقة سوارثمور في فيلادلفيا. وفي عام 1947، انتقل ان نغليس بعد وفاة والده في عام 1983. التحق بيركلي، وتخرج من يامز مع مرتبة الشرف العليا في الفيزياء عمل في اللجنة التوجيهية للخدمات المالية شركة زيوريخ، راسل حول مسألة ما نستطيع أن نستفيد من هذه البيانات ذات الترددات العالية. ولكل طريقة معالجة البيانات في الوقت الزمني إلى خسارة المعلومات. وبدء ان يعامل وقت ما بين التجارة العشوائي المتغير نفسه ونموذج سرعة التداول في الوضع الارتدادي تلقائي أو شرط المدة أقام نموذج لهذا الغرض. وهو عملية بواسون مع كثافه ذلك يتوقف على المعلومات السابقة. البيانات المالية تظهر الاختلافات في معدلات التجارة يمكن أن يسمى فترة التجمع. النموذج اقترحنا لها نفس الهيكل في غارش نموذج ويعترف بالعلاقة الوثيقة بين التجارة وشدة التقلبات. والوقت بين التجارة. شولتز فيشر في المحاضرة التي القاها في إسطنبول أي بين الوقت بين التجارة والأسعار التي حدثت في التجارة «ذات الترددات العالية جدا» أو لحظة من لحظة غارش النموذج. وان كان هناك قدر كبير من الاهتمام في النموذج الإحصائي للتجارة وصول هناك من فكر في هذا الوقت كان نموذجا للاهتمام أقل في المال المتغير. انا مقتنع بان وتيرة التجارة قياس نبضات القلب الأساسية من الأسواق المالية. وتتجلى بوضوح تدفق المعلومات. وتبين أيضا ان تكون على صلة مباشرة اجراءات من السيولة.
يدكر في سيرته الشخصية قائلا لقد بدأت قراءة كتب حول السوق المجهريه وسرعان مورين اوهارا وياسلي ديفيد (1992). مورين أيضا على اولسن اللجنة التوجيهية وأنا أعترف بأن التجارة هي سرعة تدفق المعلومات ذات الصلة في نموذج وصله مباشرة اجراءات السيولة مثل العرض للطلب والاسعار انتشار التأثير.
تحصل على جائزة نوبل في الاٍقتصاد عام 2003 م.

## روابط خارجية
- روبرت آنجل على موقع الموسوعة البريطانية (الإنجليزية)
- روبرت آنجل على موقع مونزينجر (الألمانية)
- روبرت آنجل على موقع إن إن دي بي (الإنجليزية)